# 96e méridien ouest
En géographie, le 96e méridien ouest est le méridien joignant les points de la surface de la Terre dont la longitude est égale à 96° ouest.

## Géographie

### Dimensions
Comme tous les autres méridiens, la longueur du 96e méridien correspond à une demi-circonférence terrestre, soit 20 003,932 km. Au niveau de l'équateur, il est distant du méridien de Greenwich de 10 687 km,.
Avec le 84e méridien est, il forme un grand cercle passant par les pôles géographiques terrestres.

### Régions traversées
En commençant par le pôle Nord et descendant vers le sud au pôle Sud, Le 96e méridien ouest passe par:
| Coordonnées          | Pays, territoire ou mer    | Notes |
| -------------------- | -------------------------- | --- |
| 90° 00′ N, 96° 00′ O | Océan Arctique             | |
| 80° 41′ N, 96° 00′ O | Canada                     | Nunavut — Île Axel Heiberg |
| 79° 41′ N, 96° 00′ O | Passe de Massey            | |
| 78° 28′ N, 96° 00′ O | Canada                     | Nunavut — Île Bjarnason (en) et Île Amund Ringnes |
| 77° 53′ N, 96° 00′ O | Détroit de Hendriksen (en) | |
| 77° 44′ N, 96° 00′ O | Canada                     | Nunavut — Île Cornwall |
| 77° 29′ N, 96° 00′ O | Canal de Belcher           | |
| 77° 03′ N, 96° 00′ O | Canada                     | Nunavut — Île Devon |
| 76° 26′ N, 96° 00′ O | Canal de Queens (en)       | |
| 75° 36′ N, 96° 00′ O | Canada                     | Nunavut — Petite île Cornwallis et Île Cornwallis |
| 74° 53′ N, 96° 00′ O | Canal de Parry             | |
| 73° 55′ N, 96° 00′ O | Détroit de Peel            | Passe juste à l'ouest de Île Somerset, Nunavut, Canada (à 73° 41′ N, 95° 41′ O) Passe juste à l'est de Île du Prince-de-Galles, Nunavut, Canada (à 72° 25′ N, 96° 16′ O) |
| 71° 26′ N, 96° 00′ O | Canada                     | Nunavut — Péninsule Boothia (continent) |
| 69° 49′ N, 96° 00′ O | Détroit de James Ross      | |
| 69° 35′ N, 96° 00′ O | Détroit de Wellington (en) | Passe juste à l'ouest de Île Matty, Nunavut, Canada (à 69° 30′ N, 95° 58′ O) Passe juste à l'est de l'Archipel de Tennent (en), Nunavut, Canada (à 69° 28′ N, 96° 03′ O) |
| 69° 21′ N, 96° 00′ O | Détroit de Rae             | |
| 69° 14′ N, 96° 00′ O | Canada                     | Nunavut — Île du Roi-Guillaume |
| 68° 36′ N, 96° 00′ O | Détroit de Simpson (en)    | |
| 68° 15′ N, 96° 00′ O | Canada                     | Nunavut — Isthme de McCrary (continent) |
| 68° 12′ N, 96° 00′ O | Baie de Chantrey           | |
| 67° 50′ N, 96° 00′ O | Canada                     | Nunavut — Île de Montréal |
| 67° 49′ N, 96° 00′ O | Baie de Chantrey           | |
| 67° 15′ N, 96° 00′ O | Canada                     | Nunavut — continent Manitoba — à partir de 60° 00′ N, 96° 00′ O |
| 49° 00′ N, 96° 00′ O | États-Unis                 | Minnesota Iowa — à partir de 43° 30′ N, 96° 00′ O Nebraska — à partir de 41° 32′ N, 96° 00′ O, for about 4 km Iowa — à partir de 41° 31′ N, 96° 00′ O, for about 4 km Nebraska — à partir de 41° 29′ N, 96° 00′ O, passing through Omaha (à 41° 15′ N, 96° 00′ O) Kansas — à partir de 40° 00′ N, 96° 00′ O Oklahoma — à partir de 37° 00′ N, 96° 00′ O, passing through Tulsa (à 36° 09′ N, 96° 00′ O) Texas — à partir de 33° 51′ N, 96° 00′ O |
| 28° 35′ N, 96° 00′ O | Golfe du Mexique           | |
| 19° 02′ N, 96° 00′ O | Mexique                    | Veracruz Oaxaca — à partir de 19° 04′ N, 96° 00′ O |
| 15° 47′ N, 96° 00′ O | Océan Pacifique            | |
| 60° 00′ S, 96° 00′ O | Océan Austral              | |
| 71° 56′ S, 96° 00′ O | Antarctique                | Liste des territoires non revendiqués |